# Wittinsburg
Wittinsburg (schweizerdeutsch: Wytschbrg) ist eine politische Gemeinde im Bezirk Sissach des Kantons Basel-Landschaft in der Schweiz.

## Geographie
Wittinsburg ist ein Bauerndorf und liegt auf einem Hügel zwischen dem Homburger- und dem Diegtertal.
Zu den Nachbargemeinden zählen (von Norden im Uhrzeigersinn) Diepflingen, Gelterkinden, Rümlingen, Buckten, Känerkinden, Diegten und Tenniken.

## Wappen
Das Wappen von Wittinsburg wurde 1944 vom Gemeinderat offiziell bestätigt. Es ist durch einen senkrechten Strich in zwei Hälften geteilt. Die rechte Hälfte ist schwarz mit einer goldenen Kornähre, die linke golden mit einer schwarzen Kornähre. Das Wappen versinnbildlicht den auf der Tafeljurahochfläche vorherrschenden Ackerbau.

## Bildgalerie

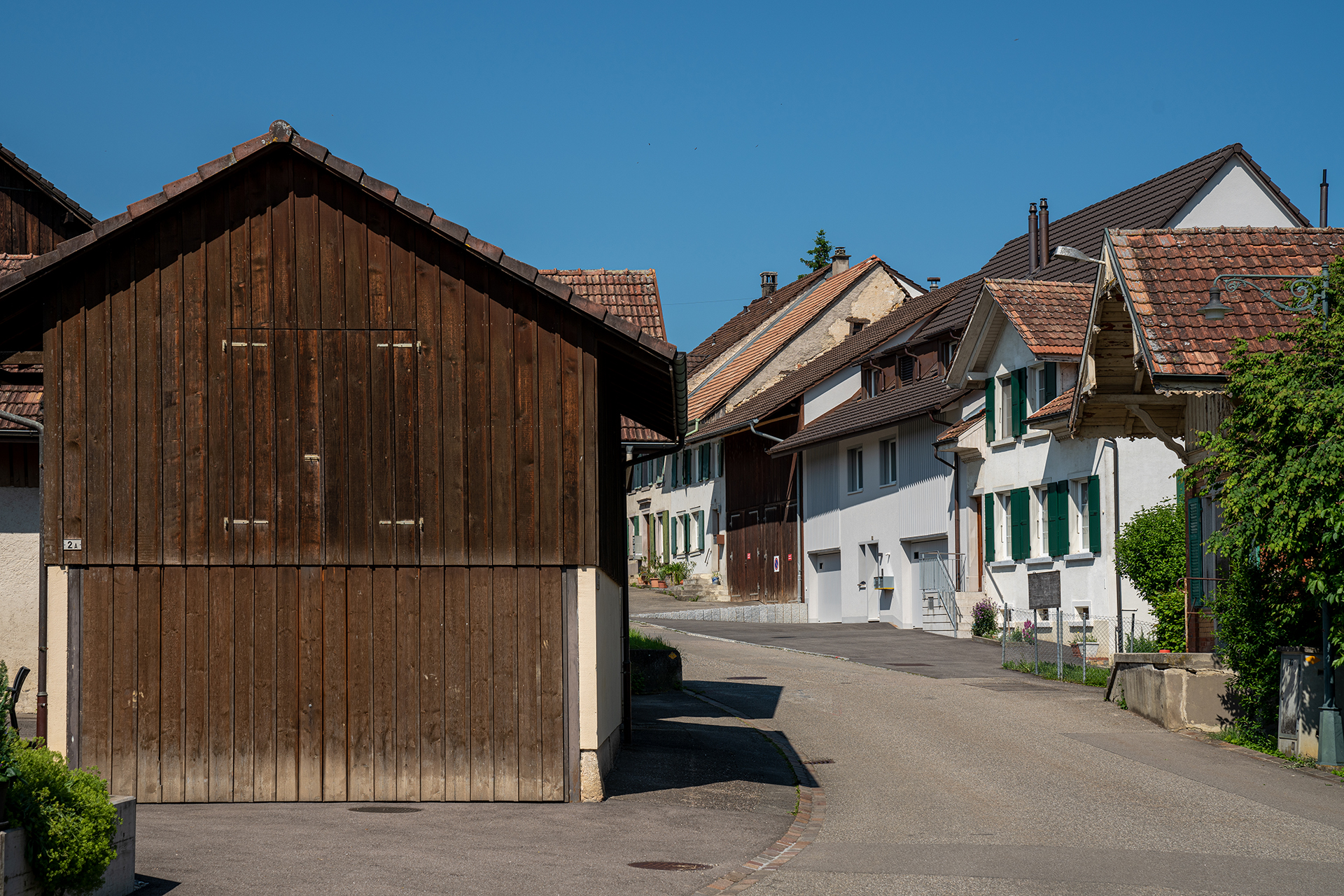
Oberdorfstrasse
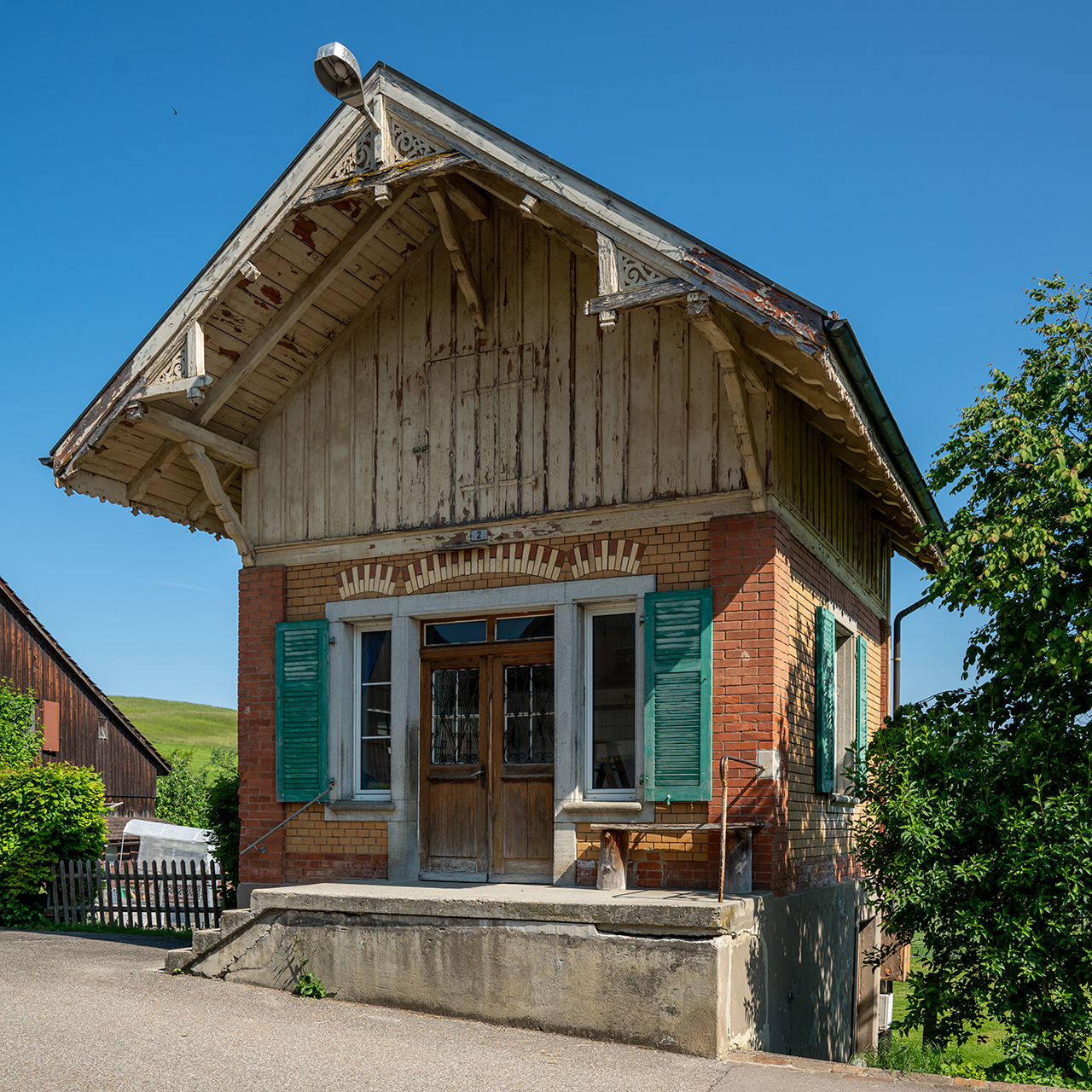
Ehem. Milchhüsli
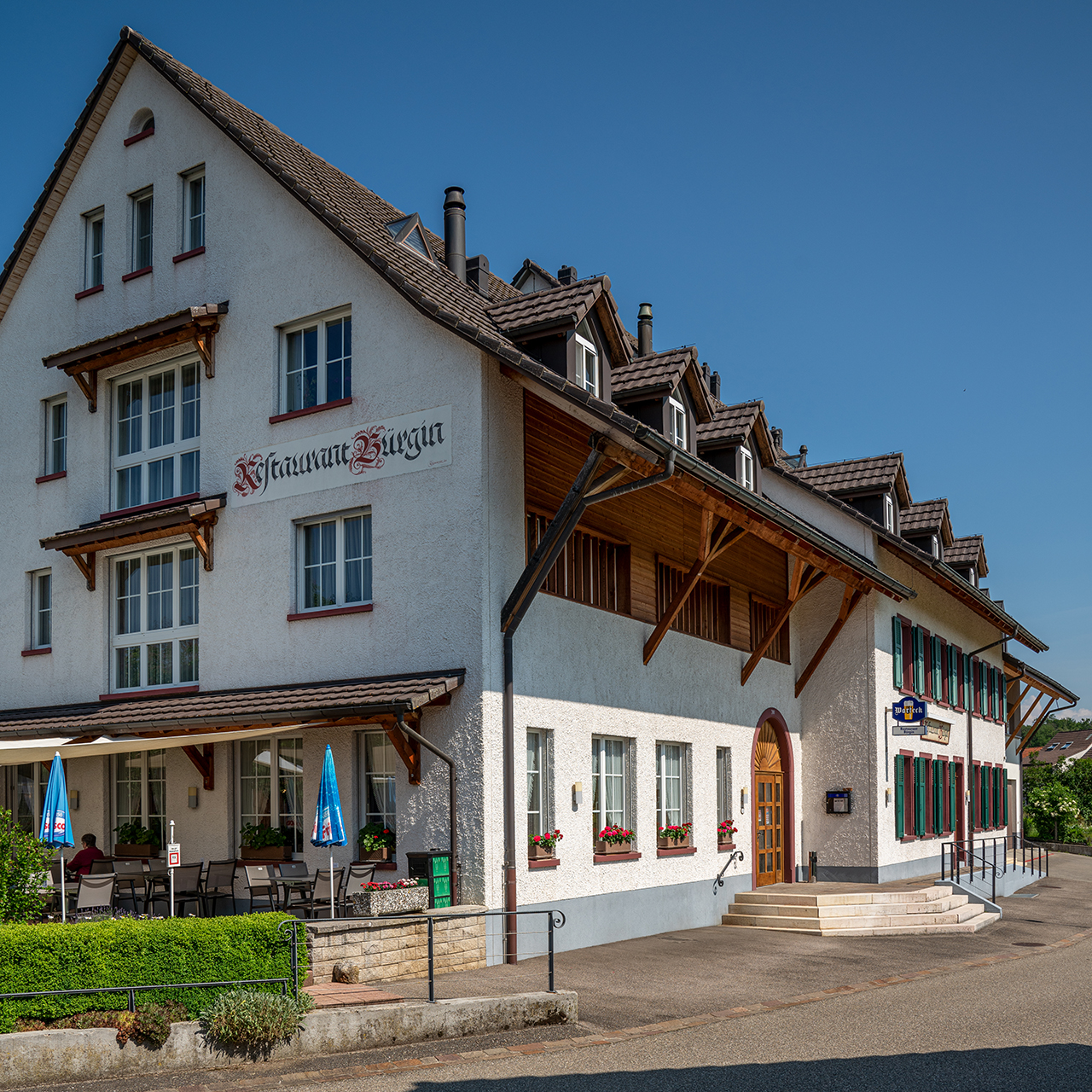
Restaurant Bürgin
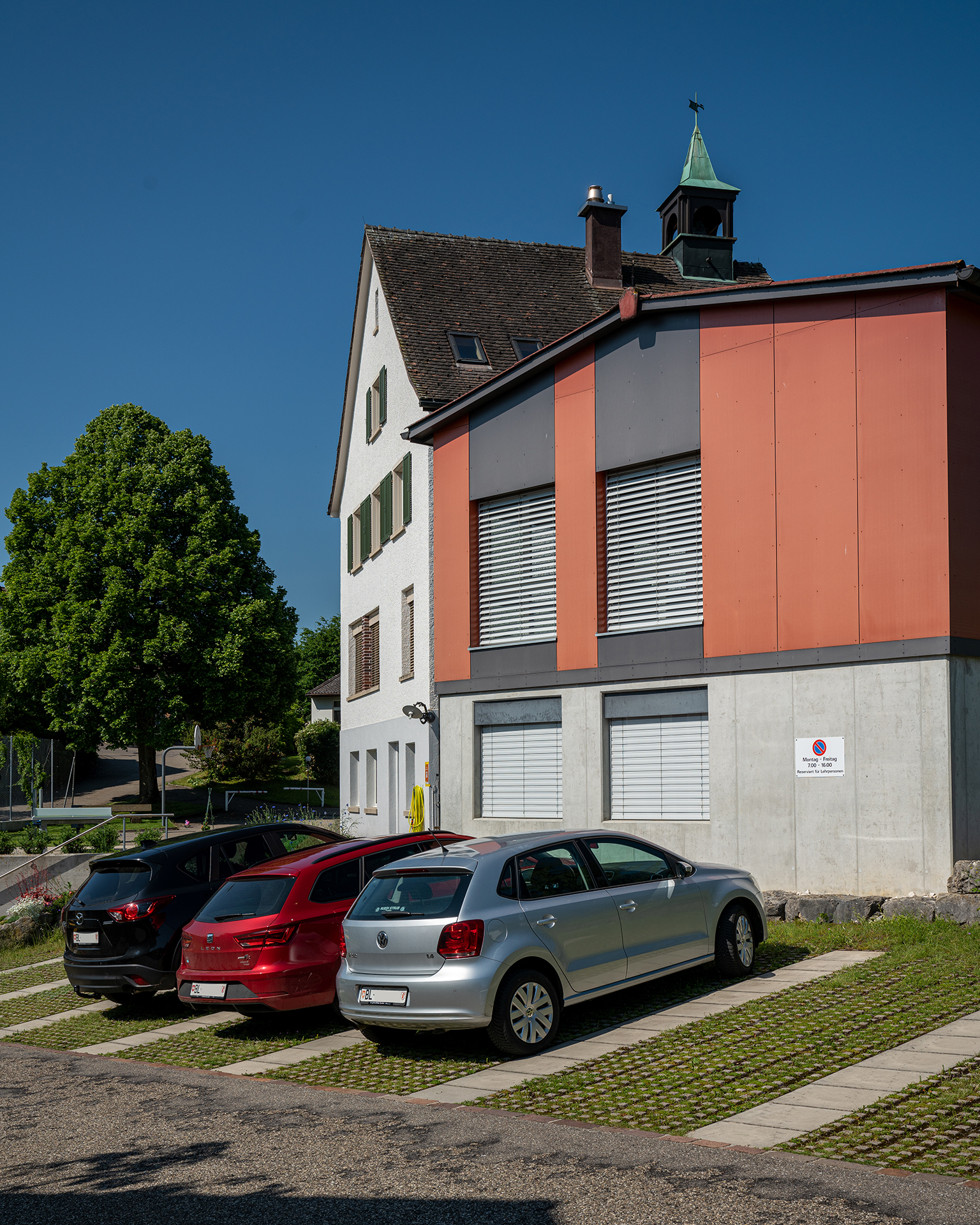
Schulanlage
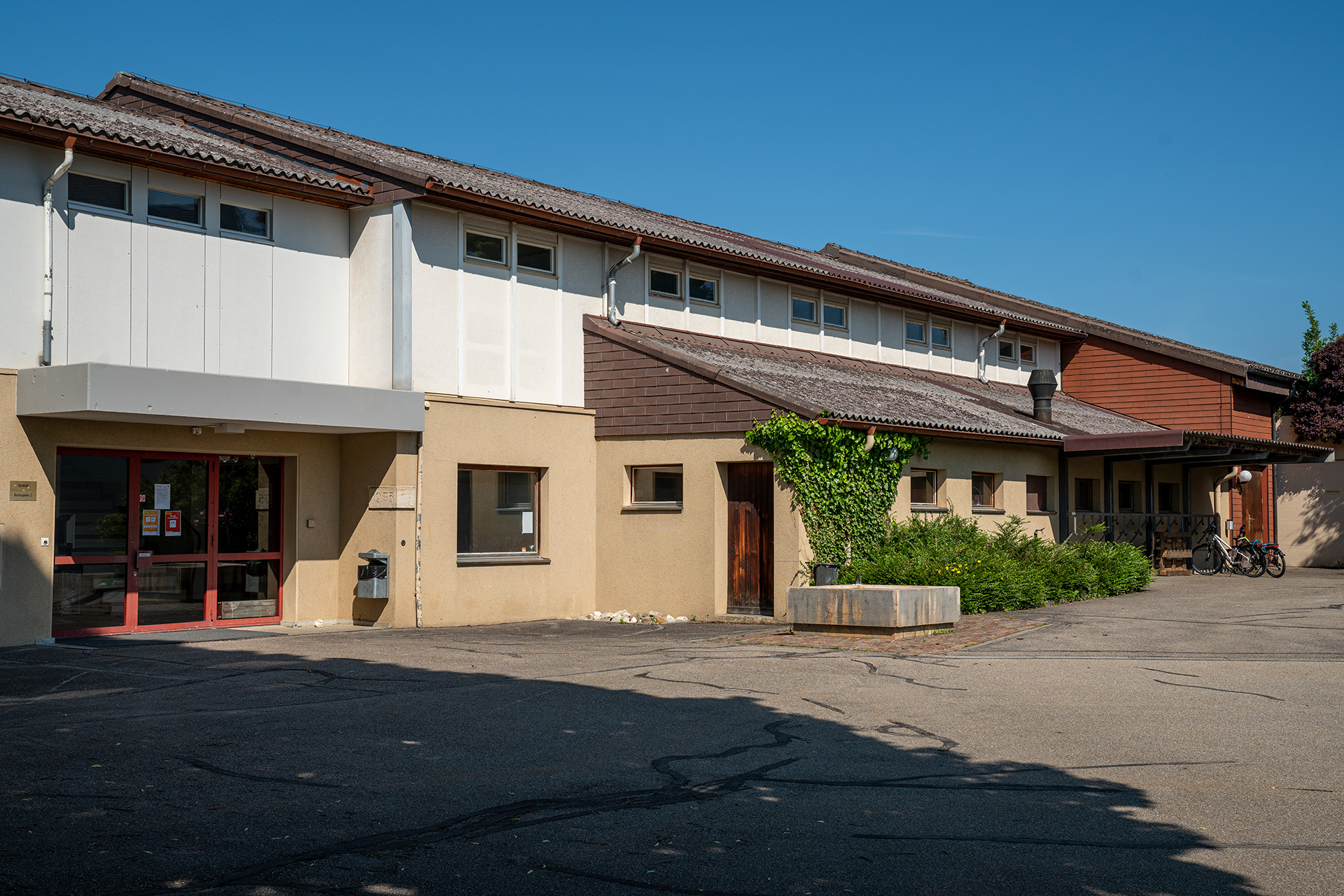
Turnhalle